# SC Wiedenbrück 2000
SC Wiedenbrück 2000 is een Duitse voetbalclub uit Rheda-Wiedenbrück. De club heeft ongeveer 1150 leden en speelt in het Jahnstadion dat plaats biedt aan 4.000 toeschouwers. Vanaf 2010 komt de club uit in de Regionalliga West.
De club ontstond in 2000 als fusie tussen DJK Wiedenbrück en Westfalia Wiedenbrück en nam de startplaats van DJK in en ging spelen in de Verbandsliga Westfalen. In 2005 degradeerde de club naar de landesliga maar werd een jaar later direct kampioen en promoveerde weer terug. Er werd direct een tweede plaats behaald waardoor de club in het seizoen 2007/08 in de Oberliga Westfalen uitkwam. Met een zeventiende plaats degradeerde SC Wiedenbrück 2000 direct om een seizoen later weer kampioen in de Verbandsliga Westfalen te worden. In het seizoen 2009/10 speelde de club in de nieuw opgerichte NRW-Liga waarin het kampioen werd en voor het eerst naar de Regionalliga promoveerde. In 2019 degradeerde de club naar de Oberliga Westfalen maar keerde onmiddellijk terug in de Regionalliga.

## Eindklasseringen vanaf 2001
| Seizoen | Competitie                     | Niveau | Eindstand | DFB Pokal | Opmerking                                            |
| ------- | ------------------------------ | ------ | --------- | --------- | ---------------------------------------------------- |
| 2000/01 | Verbandsliga Westfalen Nordost | V      | 3         | --        |                                                      |
| 2001/02 | Verbandsliga Westfalen Nordost | V      | 7         | --        |                                                      |
| 2002/03 | Verbandsliga Westfalen-1       | V      | 3         | --        |                                                      |
| 2003/04 | Verbandsliga Westfalen-1       | V      | 10        | --        |                                                      |
| 2004/05 | Verbandsliga Westfalen-1       | V      | 14        | --        |                                                      |
| 2005/06 | Landesliga Westfalen-1         | VI     | 1         | --        |                                                      |
| 2006/07 | Verbandsliga Westfalen-1       | V      | 2         | --        |                                                      |
| 2007/08 | Oberliga Westfalen             | IV     | 17        | --        |                                                      |
| 2008/09 | Westfalenliga-1                | VI     | 1         | --        | invoering 3. Liga                                    |
| 2009/10 | NRW-Liga                       | V      | 1         | --        |                                                      |
| 2010/11 | Regionalliga West              | IV     | 10        | --        |                                                      |
| 2011/12 | Regionalliga West              | IV     | 15        | 1e ronde  | < 1. FC Köln: 0-3                                    |
| 2012/13 | Regionalliga West              | IV     | 9         | --        | finalist Westfalenpokal > DSC Arminia Bielefeld: 1-3 |
| 2013/14 | Regionalliga West              | IV     | 16        | 2e ronde  | < SV Sandhausen: 1-3                                 |
| 2014/15 | Regionalliga West              | IV     | 12        | --        |                                                      |
| 2015/16 | Regionalliga West              | IV     | 11        | --        |                                                      |
| 2016/17 | Regionalliga West              | IV     | 14        | --        |                                                      |
| 2017/18 | Regionalliga West              | IV     | 7         | --        |                                                      |
| 2018/19 | Regionalliga West              | IV     | 18        | --        | finalist Westfalenpokal > SV Rödinghausen: 1-2       |
| 2019/20 | Oberliga Westfalen             | V      | 1         | --        | competitie afgebroken i.v.m. coronapandemie          |
| 2020/21 | Regionalliga West              | IV     | 10        | 1e ronde  | < SC Paderborn 07: 0-5                               |
| 2021/22 | Regionalliga West              | IV     | 8         | --        |                                                      |
| 2022/23 | Regionalliga West              | IV     | 12        | --        |                                                      |
| 2023/24 | Regionalliga West              | IV     | 10        | --        |                                                      |
| 2024/25 | Regionalliga West              | IV     | 12        | --        |                                                      |
| 2025/26 | Regionalliga West              | IV     | .         | --        |                                                      |